# Andiast
Andiast ([anˈdɪ̯aʃt]ⓘ; deutsch und bis 1943 offiziell Andest) ist eine Ortschaft in der Gemeinde Breil/Brigels im Schweizer Kanton Graubünden. Bis am 31. Dezember 2017 bildete sie eine eigene politische Gemeinde.

## Geographie, Verkehr, Wirtschaft
Das Terrassendorf liegt im rätoromanischen Sprachgebiet der Surselva an einem klimatisch günstigen Sonnenhang des Vorderrheintals.
Bis Ende 1980 war Andiast ein kleines Dorf mit wenig Gewerbe, einen gewissen Aufschwung brachte der Tourismus. Heute ist Andiast ein kleiner Wintersportort und Teil des Ski- und Wandergebiet von Breil/Brigels Waltensburg/Vuorz Andiast. Wegen seiner exponierten Hanglage wurden die meisten Wohnhäuser im Dorfkern längs der Hauptstrasse errichtet. Am Dorfende führt eine enge, asphaltierte Wander- und Fahrstrasse zum Stauwerk und Nachbardorf von Panix. Eine Verkehrsanbindung mit Postautoverkehr ist nur über die Serpentinenstrasse von Waltensburg-Station über das Hochplateau von Waltensburg/Vuorz gewährleistet.

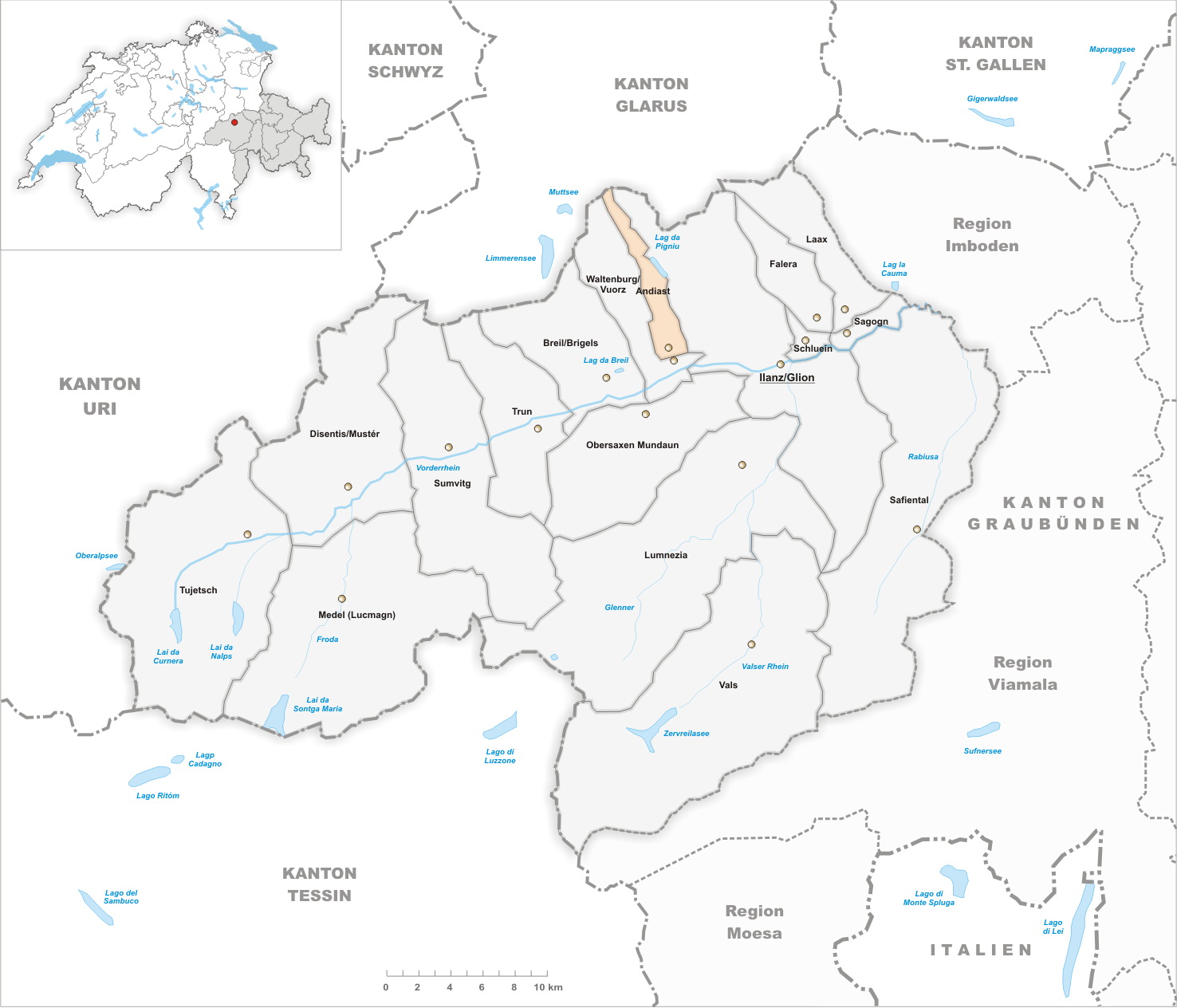
Gemeindestand vor der Fusion am 1. Januar 2018

## Geschichte
Ein archäologischer Grabfund auf den Andiaster Maiensässen aus dem Jahre 1962 bewies, dass das Berggebiet rund um Andiast schon in der jüngeren Eisenzeit bewohnt war. Die erste urkundliche Erwähnung einer Besiedlung erfolgte 765 im Testament des Bischofs Tello. Darin wird unter anderem ein Hof (curtis) mit den drei Zinshörigen Maurelius, Dominicus und Donatus aufgeführt. Eine gewisse Rolle spielte der Bergbau und die Ausbeutung von Mineralien auf dem Gemeindegebiet von Andiast und im benachbarten Rueun.
Die 765 erstmals als Andeste erwähnte Gemeinde änderte im Jahre 1943 offiziell ihren Namen von Andest zu Andiast, was der heutigen romanischen Aussprache am Ort entspricht. Die Herkunft des Namens ist unklar. Das in Graubünden verbreitete Suffix *-este gehört unbestrittenermassen zu einer vorrömischen oder vorkeltischen Sprachschicht, die aber nicht näher bestimmt werden kann.
Im Mittelalter bestand Andiast aus sieben Einzelhöfen und war ökonomisch mit Waltensburg verbunden. Um 1200 stand es unter der Herrschaft der von Grünenfels, dann der von Montalt. Ab 1378 Teil der Herrschaft Jörgenberg, wurde Andiast 1472 an die Abtei Disentis verkauft. 1429 bis 1734 gehörte es zur Gerichtsgemeinde Waltensburg, anschliessend zur Gerichtsgemeinde Rueun.

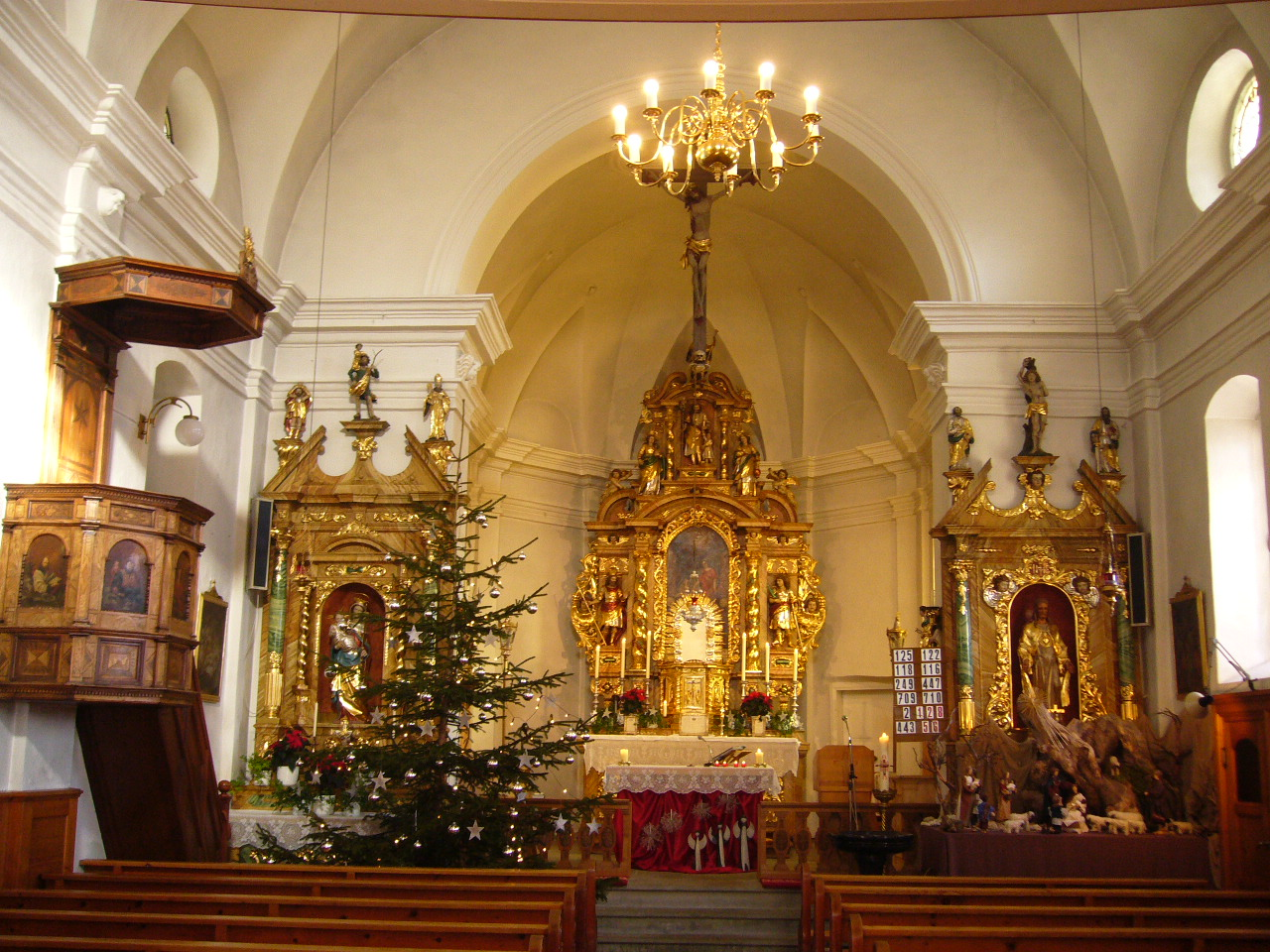
Inneres der Dorfkirche

1461 ist die Kirche St. Julitta und Quiricus erstmals erwähnt. Am 8. September 1526 wurde Andiast von der reformiert gewordenen Kirchgemeinde Waltensburg abgetrennt und zur selbständigen Pfarrei erhoben. Die Gemeinde blieb fortan katholisch und wurde bis 1628 von Rueun aus betreut. Der konfessionelle Hader mit Waltensburg dauerte bis ins 19. Jahrhundert. Zusammen mit Waltensburg, Pigniu und Rueun bildete Andiast jedoch weiterhin eine gemeinsame Bündner Gerichtsgemeinde. Die Gemeinde gehörte 1851 bis 2000 zum Kreis Ruis im Bezirk Glenner bzw. 2001 bis 2015 im Bezirk Surselva.
Am 8. und 9. Oktober 1799 geriet das Dorf in den Wirbel des europäischen Kriegsgeschehens, als der russische Feldmarschall Suworow mit Teilen seines ausgehungerten Heeres bei Sturm und Schnee, dem Druck der Franzosen ausweichend, über den 2400 m hohen Panixerpass gedrängt wurde. Dabei drangen sie auch in Andiast ein und plünderten das Dorf, wurden jedoch rheinabwärts gedrängt.
Weil die dörflich agrarischen Strukturen kein Bevölkerungswachstum zuliessen, gab es im 19. Jahrhundert und bereits früher eine Welle der Emigration. 1472 sind Erzminen im Val dil Tschegn belegt. Das traditionelle Bergbauerndorf schloss 1966 eine Güterregulierung ab. Bedeutende Konzessionseinnahmen fliessen dem Ort von den Kraftwerken Ilanz zu. 1972 beteiligte sich Andiast mit Brigels und Waltensburg an der Arbeitsgemeinschaft Bergbahnen und Skilifte Péz d'Artgas, seit 1993 Bergbahnen Brigels, Waltensburg, Andiast AG. Die Dorfbevölkerung lebt mehrheitlich vom sanften Tourismus und der Land- und Forstwirtschaft. Andiast stellte 1990 noch 59 Prozent der Arbeitsplätze im ersten Sektor. Verbesserte Verkehrsstrukturen ermöglichen heute der Bevölkerung eine Anbindung an das periphere Zentrum von Ilanz.
2018 schlossen sich die bisher selbständigen Gemeinden Andiast und Waltensburg/Vuorz mit der Gemeinde Breil/Brigels zusammen.

## Wappen
| Wappen von Andiast | Blasonierung: «In Rot die goldene (gelbe) Julitta mit silbernem Nimbus, in der Rechten ein silbernes (weisses) Schwert mit goldenem Griff haltend; mit der Linken Quiricus führend» |
| Wappen von Andiast | Julitta und Quiricus sind die Kirchenpatrone der Pfarrkirche von Andiast (Barockbau von 1707 mit romanischem Turm). Julitta ist ebenfalls im Gemeindesiegel abgebildet.             |

## Bevölkerung

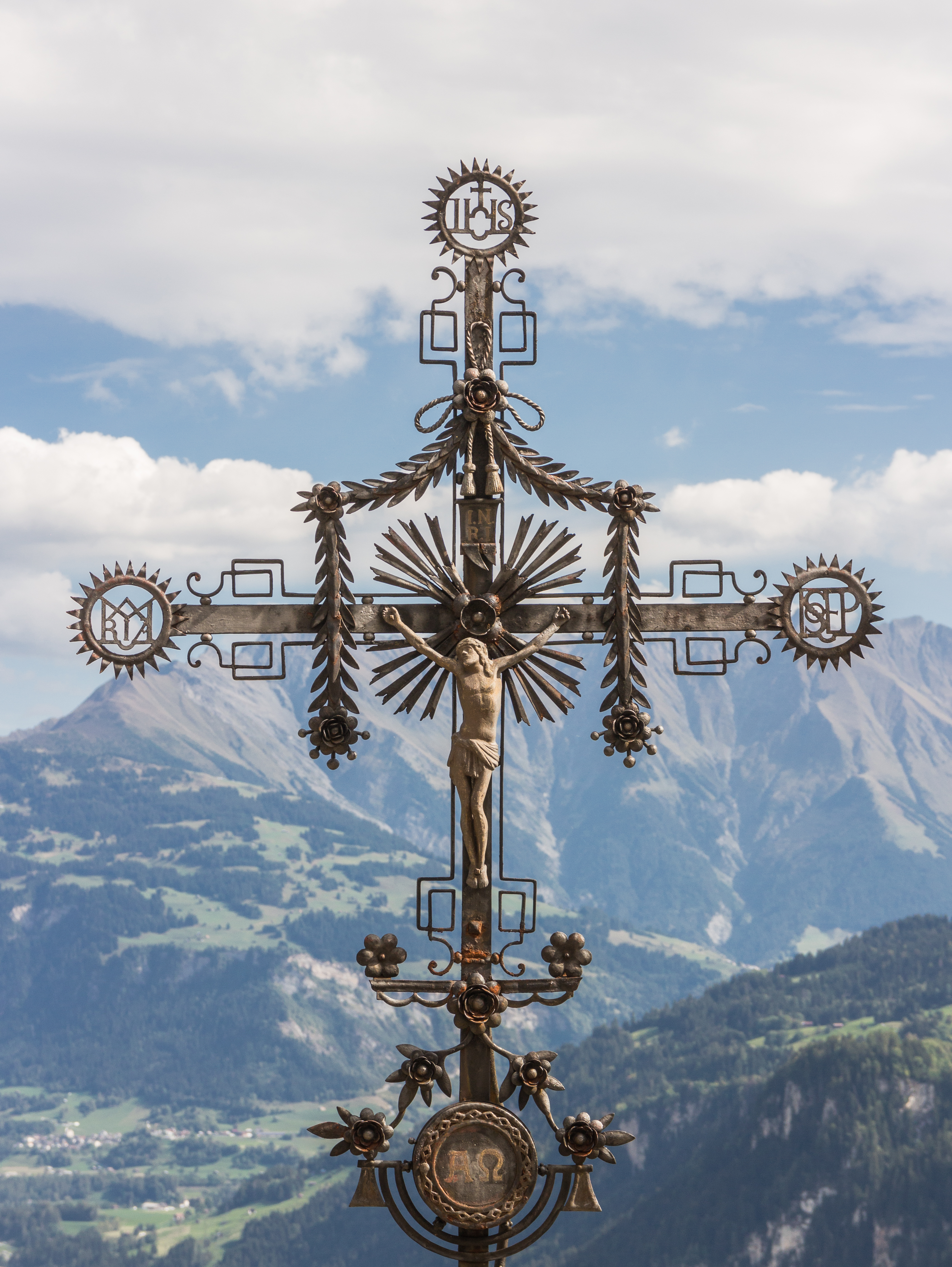
Kruzifix der Pfarrkirche

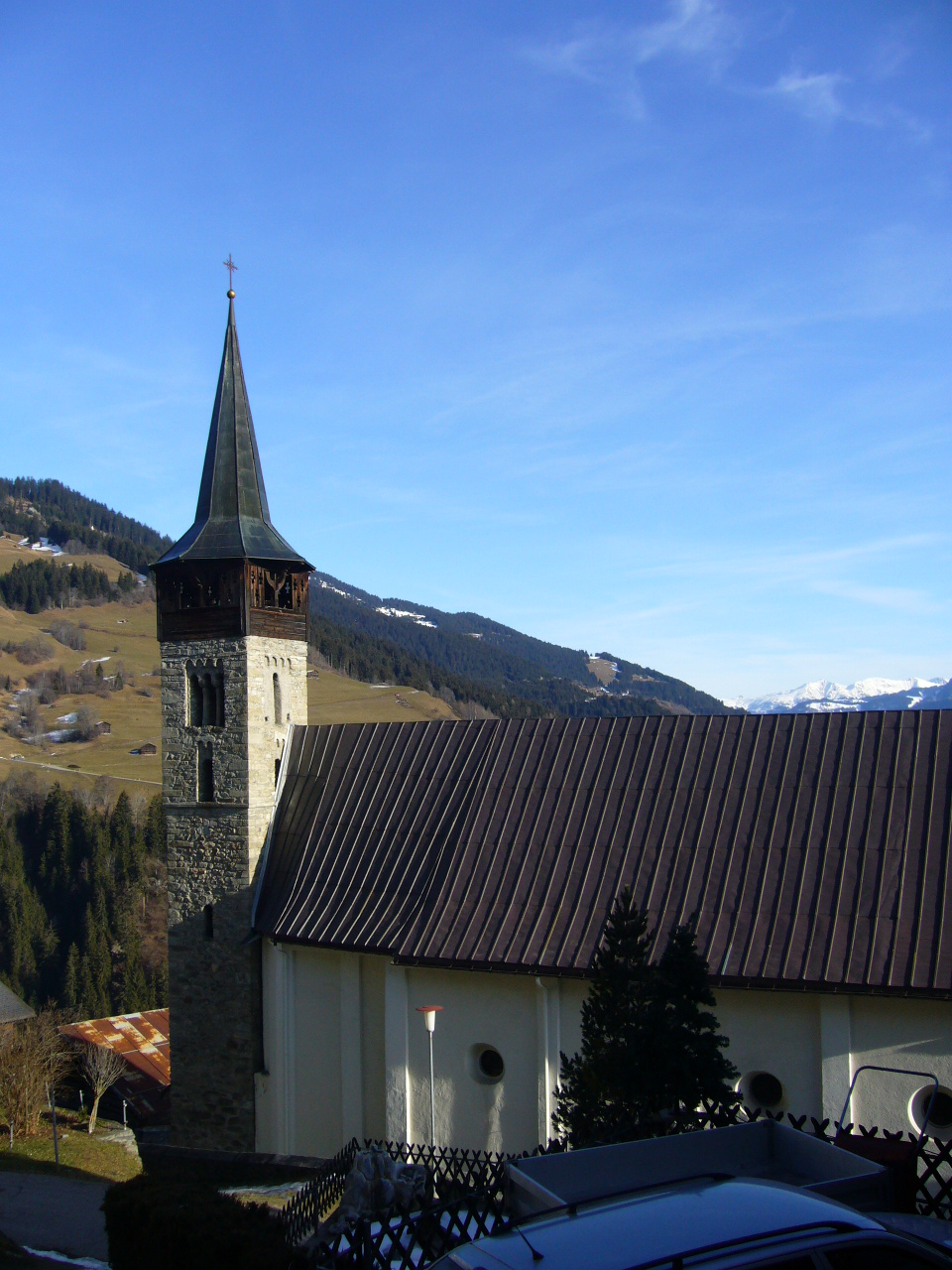
Katholische Dorfkirche

| Bevölkerungsentwicklung | Bevölkerungsentwicklung | Bevölkerungsentwicklung | Bevölkerungsentwicklung | Bevölkerungsentwicklung | Bevölkerungsentwicklung |
| ----------------------- | ----------------------- | ----------------------- | ----------------------- | ----------------------- | ----------------------- |
| Jahr                    | 1850                    | 1900                    | 1950                    | 2000                    | 2016                    |
| Einwohner               | 242                     | 235                     | 309                     | 232                     | 204                     |

## Persönlichkeiten
- Johan Joseph Spescha (1836–1886), Unternehmer und Gründer des Spitals in Andiast
- Laurenz Matthias Vincenz (1874–1941), Bischof von Chur von 1932 bis 1941
- Gion Clau Vincenz (1921–2014), Ständerat, Vater von Pierin Vincenz
- Pierin Vincenz (* 1956), Bankmanager, Sohn von Gion Clau Vincenz
- Serafin Spescha (* 1966), Achtplatzierter und bester Schweizer in der FIS Junioren Skiweltmeisterschaft 1984 in den USA